# Reggimento "Cavalleggeri di Piacenza" (18º)
Il 18º Reggimento "Cavalleggeri di Piacenza" era un'unità militare di cavalleria appartenente al Regio Esercito.

## Storia

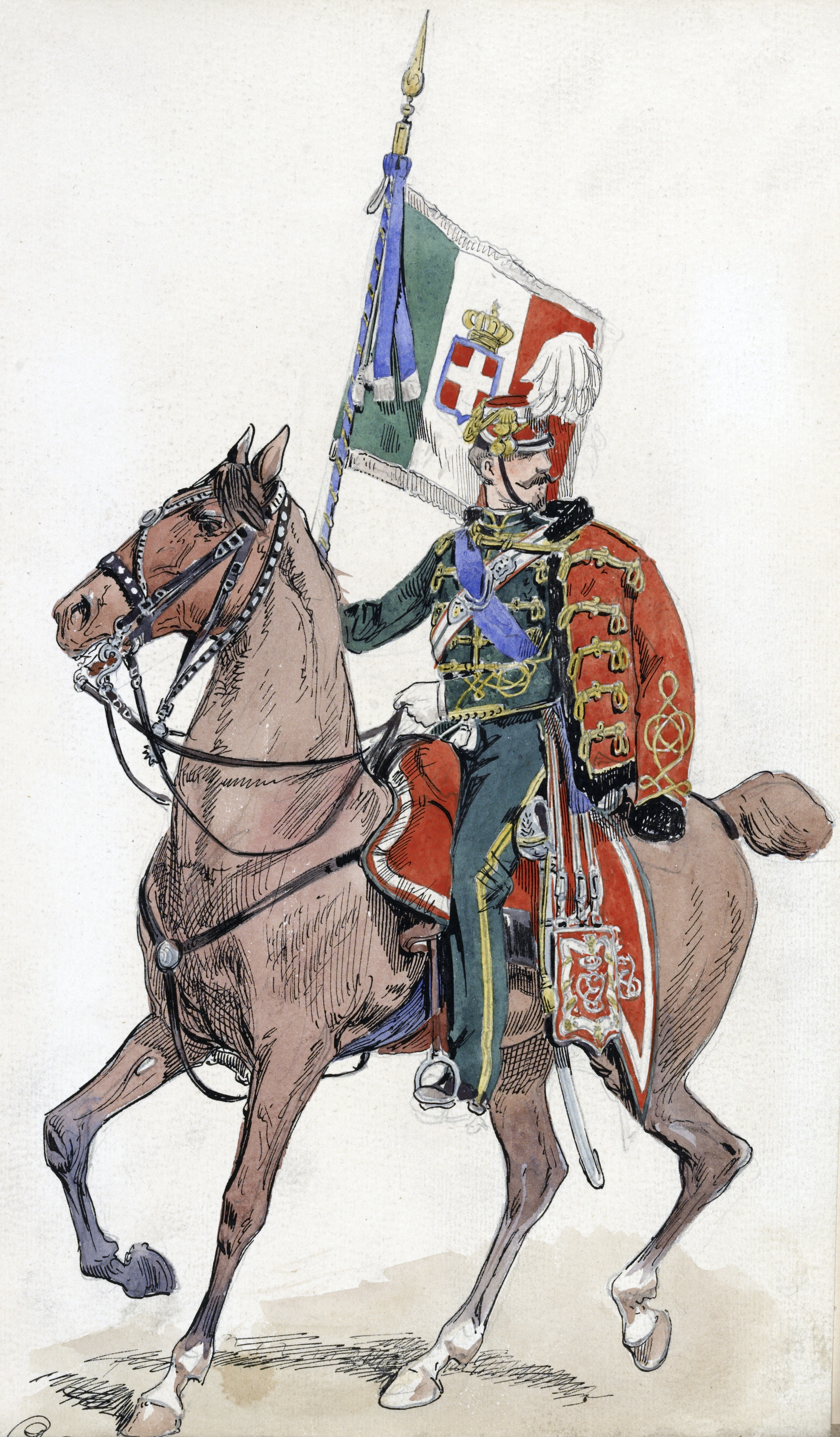
Membro del reggimento nella prima uniforme del unità

Il Reggimento Ussari di Piacenza era una formazione militare volontaria, costituitasi in Emilia, nel 1859.
Durante la seconda guerra d'indipendenza italiana, molti patrioti magiari favorevoli alla liberazione dell'Ungheria dal dominio dell'Austria, giunsero in Piemonte a sostenere la nascente Nazione italiana e a combattere contro il comune nemico austriaco.
Dopo l'armistizio di Villafranca, una ventina di ussari ungheresi guidati dal conte Gregorio Bethlen, si insediò nella caserma Pilotta di Parma, dove venne formato un reggimento ussaro, principalmente costituito da volontari emiliani e guidato dagli ussari ungheresi che funsero da istruttori per trasmettere le tradizioni e le abilità dell'antica cavalleria magiara.
Il 28 settembre 1859 venne ufficialmente fondato il Reggimento Ussari di Piacenza che, il successivo 15 marzo 1860 fu incorporato nell'Armata Sarda.
La divisa degli Ussari di Piacenza era la stessa degli ussari ungheresi, con la sola diversità delle cifre reali "VM" (Vittorio Emanuele) al posto di "FJ" (Franz Joseph).
Nel biennio 1863-64 il reggimento venne impiegato nelle operazioni di repressione del Brigantaggio postunitario a Calitri, Orsara di Puglia, Andretta e Ripacandida.
Nel corso della terza guerra di indipendenza si schierò a Custoza dove, nelle generale disfatta, riuscì a proteggere la ritirata dei reparti italiani dagli inseguitori austriaci, a prezzo di gravi perdite.
Con regio decreto del 2 settembre 1871 venne disposta la nuova denominazione 18º Reggimento di Cavalleria (Piacenza), in vigore dal 10 settembre, e l'abbandono dell'uniforme ussara, adottando le tenute dei regi reggimenti di cavalleria, a partire dal 1º aprile 1872.
Da quel momento anche le tradizioni tipicamente ussare adottate dal corpo, furono gradatamente eliminate e dimenticate.
Dopo la partecipazione alle guerre coloniali di Eritrea e di Libia ed al primo conflitto mondiale, il Reggimento Cavalleria Piacenza (18º), così rinominato nel 1876, venne accorpato al Reggimento Lancieri di Novara, per essere definitivamente sciolto il 1º luglio 1920.

## Insegne e Simboli

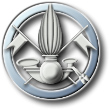
Fregio dell'Arma di Cavalleria dell'Esercito Italiano (usato per la cavalleria fuori corpo)

- Le mostrine del reggimento come per tutte le unità di Cavalleria di Linea erano le fiamme a tre punte, e richiamano i colori tradizionali dei baveri; sono nere sottopannate di verde per il Reggimento "Cavalleggeri di Piacenza". Alla base della mostrina si trova la stella argentata a 5 punte bordata di nero, simbolo delle forze armate italiane.

## Motto del Reggimento
"Viriliter pro patria militantibus" Il significato del motto del Reggimento è: "Da soldati, per la Patria, virilmente".

## Festa del reggimento
La festa del Reggimento si teneva il 28 settembre, anniversario della costituzione del Reggimento nel 1859.

## Persone legate al Reggimento
- Annibale Brandolin
- Federico Ferrari-Orsi